# 白大用
白大用（1508年—1556年1月23日），字幼權，號湭曲，陝西西安府華州渭南縣人。明朝官員。

## 生平
嘉靖十九年（1540年）庚子科陝西鄉試第三十二名舉人。嘉靖二十六年（1547年）中式丁未科會試第七十七名，登第三甲第三十六名進士。都察院觀政，同年任河南长垣县知县，调衡山知县。嘉靖三十四年腊月十二（1556年1月23日）在嘉靖大地震中遇难。

## 家族
曾祖白秀；祖父白俊；父白濟民，母梁氏。子白贲、白绚、白纁。